# Ancylotrypa elongata
Espèce
Ancylotrypa elongata est une espèce d'araignées mygalomorphes de la famille des Cyrtaucheniidae.

## Distribution
Cette espèce se rencontre au Botswana, en Namibie et en Afrique du Sud.

## Description
La femelle holotype mesure 12 mm.
Le mâle décrit par Zonstein, Marusik et Koponen en 2018 mesure 6,70 mm et la femelle 15,50 mm.

## Systématique et taxinomie
Cette espèce a été décrite par Purcell en 1908.

## Publication originale
- Purcell, 1908 : « Araneae (I). Zoologische und anthropologische Ergebnisse einer Forschungsreise im westlichen und zentralen Südafrika. Erster Band: Systematik und Tiergeographie. Zweite Lieferung. » Denkschriften der Medicinisch-Naturwissenschaftlichen Gesellschaft zu Jena, vol. 13, p. 203-246 (texte intégral).